# Anne Duchaumont
Anne Duchaumont, känd som Duchaumont Ainée (Duchaumont den äldre) var en fransk balettdansös. Hon tillhörde de mer betydande scenkonstnärerna vid Comédie-Française i Paris. 
Hon var engagerad i Sankt Petersburg i Ryssland, där hennes föräldrar var verksamma; vid Comédie-Française 1769–1776, som figurant i Bryssel 1782–1784, återigen vid Comédie-Française 1787–1793, i Rouen 1794, och nämns sist i Toulouse 1795. 
Hon var verksam tillsammans med sin syster Rosette Duchaumont, och kallades "Duchaumont den äldre", medan hennes syster kallades Duchaumont Cadette (Duchaumont den yngre).